# Imelda Staunton
Imelda Mary Philomena Bernadette Staunton (ur. 9 stycznia 1956 w Londynie) – brytyjska aktorka filmowa i głosowa.
Najbardziej znana z roli profesor Dolores Jane Umbridge w filmie Harry Potter i Zakon Feniksa (2007) Davida Yatesa oraz tytułowej kreacji w dramacie Vera Drake (2004) Mike’a Leigh, za którą otrzymała m.in. Puchar Volpiego dla najlepszej aktorki na 61. MFF w Wenecji, nagrodę BAFTA i nominację do Oscara.

## Filmografia
- 1986: The Singing Detective jako pielęgniarka
- 1987: Towarzysze (Comrades) jako Betsy Loveless
- 1989–1996: Opowieści z krypty (Tales from the Crypt)  jako Sarah (gościnnie)
- A Sleeping Life (1989) jako Polly Flinders
- Yellowbacks (1990) jako Cheryl Newman
- Up the Garden Path (1990–1993) jako Izzy
- They Never Slept (1990) jako Producentka
- Antonia i Jane (Antonia and Jane, 1991) jako Jane Hartman
- A Masculine Ending (1992) jako Bridget Bennet
- Przyjaciele Petera (Peter's Friends, 1992) jako Mary
- If You See God, Tell Him (1993) jako Muriel Spry
- Don't Leave Me This Way (1993) jako Bridget Bennet
- Deadly Advice (1993) jako Beth Greenwood
- Wiele hałasu o nic (Much Ado About Nothing, 1993) jako Margaret
- Woodcock (1994) jako Edna
- Obywatel X (Citizen X, 1995) jako pani Burakova
- Rozważna i romantyczna (Sense and Sensibility, 1995) jako Charlotte Palmer
- Look at the State We're In! (1995) jako Radna Johnson
- Is It Legal? (1995–1998) jako Stella Phelps
- Wieczór Trzech Króli (Twelfth Night: Or What You Will, 1996) jako Maria
- Morderstwa w Midsomer (Midsomer Murders, 1997) jako Christine Cooper (gościnnie)
- Pamiętasz mnie? (Remember Me?, 1997) jako Lorna
- The Canterbury Tales (1998) jako Przeorysza (głos)
- Zakochany Szekspir (Shakespeare in Love, 1998) jako pielęgniarka
- David Copperfield (1999) jako pani Micawber
- Rat (2000) jako Conchita
- Uciekające kurczaki (Chicken Run, 2000) jako Bunty (głos)
- Wpadka (Crush, 2001) jako Janine
- W innym życiu (Another Life, 2001) jako Ethel Graydon
- Murder (2002) jako Billie Dory
- I ja tam będę (I’ll Be There, 2003) jako dr Bridget
- Bright Young Things (2003) jako lady Brown
- Dziewica z Liverpoolu (The Virgin of Liverpool, 2003) jako Sylvia Conlon
- Czarna kula (Blackball, 2003) jako Bridget
- Szpiedzy z Cambridge (Cambridge Spies, 2003) jako królowa Elżbieta
- Vera Drake (2004) jako Vera Drake
- 3 + 3 (3 & 3, 2005) jako Naomi
- Moja rodzina i inne zwierzęta (My Family and Other Animals, 2005) jako matka
- Złodziejka (Fingersmith, 2005) jako pani Sucksby
- Sen nocy letniej (A Midsummer Night’s Dream, 2005) jako Polly
- Niania (Nanny McPhee, 2005) jako pani Blatherwick
- The Wind in the Willows (2006) jako właścicielka barki
- Shadow Man (2006) jako Ambasador Cochran
- Where Have I Been All Your Life? (2007) jako Angela
- Cranford (2007) jako Panna Pole
- Harry Potter i Zakon Feniksa (Harry Potter and the Order of the Phoenix, 2007) jako Dolores Jane Umbridge
- 2007: Wolność słowa (Freedom Writers) jako Margaret Campbell
- 2008: 3 and Out jako Rosemary Cassidy
- 2010: Harry Potter i Insygnia Śmierci (Harry Potter and the Deathly Hallows) jako Dolores Jane Umbridge
- 2012: Dziewczyna Hitchcocka (The Girl) jako Alma Reville Hitchcock; film TV
- 2014: Czarownica (Maleficent) jako Knotgrass
- 2017: Do zakochania jeden krok (Finding Your Feet) jako Sandra
- 2019: Czarownica 2 (Maleficent: Mistress of Evil) jako Knotgrass
- 2021: The Crown jako Elżbieta II

### Role głosowe
- 1995: Królowa Śniegu (The Snow Queen) jako Ivy/Angorra

## Odznaczenia i wyróżnienia
- Dama Komandor Orderu Imperium Brytyjskiego (2024)[1]
- Nagroda BAFTA Najlepsza aktorka pierwszoplanowa: 2004 Vera Drake

## Życie prywatne
Od 1983 jest żoną aktora Jima Cartera. Mają córkę Bessie (ur. 1993).